# Kostel svatého Jana z Mathy (Bratislava)
Kostel svatého Jana z Mathy nebo Kostel trinitářů (Trinitářský kostel) nebo Trojičný kostel nebo nesprávně Kostel Nejsvětější Trojice je barokní kostel římskokatolické farnosti Nejsvětější Trojice v městské části Bratislava-Staré Město na Župním náměstí z let 1717–1725.
Je postaven v duchu vrcholného baroka na místě bývalého farního kostela sv. Michaela. Jako vzor mu sloužil vídeňský kostel sv. Petra. Dala ho postavit řehole trinitářů (podle toho dostal jméno) a zasvěcený je jednomu z jejích zakladatelů, sv. Janovi z Mathy. Architektem kostela je Franz Jangl ve spolupráci s Johannem Lucasem von Hildebrandt. Má oválnou dispozici se zanesenou podélnou osou a konkávně prohnutou kulisou fasády, čímž se řadí do linie dynamického baroka. Kostelní věže neměly původně současné nízké střechy, ale vysoké barokní střechy, které jsou zobrazeny na několika dobových vedutách města (např. od Friedricha Bernharda Wernera z let 1735 - 1750).
Oválná loď kostela je zaklenuta kupolí, která je vyzdobena iluzivními freskami od italského malíře a dekoratéra Antonia Galli Bibiena (1736–1740). Na mohutném hlavním oltáři od A. G. Bussiho je umístěn oltářní obraz znázorňující zakladatele řádu sv. Jana z Mathy a Felixe Valois, jak vykupují otroky z tureckého zajetí. Obraz je dílem Františka Xavera Palka z období po roce 1745. Sochy sv. Agnes a sv. Kateřiny po bocích oltáře se připisují bavorskému sochaři Johanovi Baptistovi Straubovi. Boční baldachýnový oltář Panny Marie dal v roce 1736 zhotovit hrabě Zichy z Vaszonykeö. Ve středu je kopie řezenského obrazu Madony. Oltář zdobí plastiky andělů držících baldachýn. V pravé části presbytáře se nachází mramorový epitaf prozatím neidentifikovaného člena rodu Szirmay s rodovým erbem.
Do farnosti Nejsvětější Trojice patří i Kostel kapucínů postavený v letech 1708–1718, zasvěcený sv. Štěpánovi, jakož i kostelík sv. Cyrila a Metoděje z roku 1936, který spravují redemptoristé.
V době posvěcení kostela, byl na místě blízkého hřbitova postaven klášter trinitářů. Když byl v roce 1782 řád trinitářů zrušen císařem Josefem II. budovu získal comitatus (stolice), která si zde zřídila kancelář. Budova však nevyhovovala jejím potřebám, a tak byla zbourána a na jejím místě byl v roce 1844 postaven Župní dům, který se stal sídlem Prešpurské župy. Ve velkém sále budovy koncertovalo mnoho různých skladatelů, například Ferenc Liszt nebo Johannes Brahms. Od roku 1939 do roku 1994 zde sídlila Slovenská národní rada (od roku 1992 Národní rada Slovenské republiky) dokud nebyla přestěhována do nové budovy vedle Bratislavského hradu. V budově byly podepsány některé důležité dokumenty, například deklarace nezávislosti Slovenska ze dne 14. března 1939 vládou Jozefa Tisa nebo deklarace nezávislosti ze dne 17. července 1992.
Kostel svatého Jana z Mathy a Felixe z Valois v letech 2003–2009 byl dočasným katedrálním chrámem vojenského ordinariátu na Slovensku. Od roku 2009 se místo něj stala katedrálou ordinariátu Katedrála sv. Šebastiána v Bratislavě - Krasňanech.